# 陳球 (東漢)
陳球（118年—179年），字伯真，下邳郡淮浦縣（今江蘇省漣水縣）人，東漢政治人物。陳屯之孫，广汉郡太守陈亹之子，陳登的伯祖父，陳瑀、陳琮之父。

## 生平
陳球修習儒學，善律令。陽嘉年間举孝廉，任繁陽縣令。魏郡太守向縣中索賄，唯獨他不給。太守讓督郵驅逐陳球，督郵說“魏郡十五城，獨繁陽有異政，不可逐”。後來陳球歷任侍御史、零陵郡太守。州兵朱蓋叛亂，攻打零陵城，他率領軍民拼死抵抗，後來得到中郎將度尚相助，平定叛亂。任將作大匠，为汉桓帝修宣陵，所省巨万以上。迁南阳郡太守，为权贵所谤，征诣廷尉抵罪。遇赦，归家。征拜廷尉。
熹平元年（172年），太后竇妙在幽禁中逝世，中常侍曹节、王甫欲用贵人礼殡。而在他和太尉李咸的力争下，最终汉灵帝听从他们的意见，将太后合葬于宣陵。熹平六年（177年）担任司空，不久因為地震免官。拜光禄大夫，复为廷尉、太常。
光和元年（178年），迁太尉，数月，以日食免。复拜光禄大夫。光和二年（179年），改任永樂少府。司徒劉郃計劃誅殺宦官，宦官曹節知道后，將陳球、劉郃下獄處死。陈球时年六十二。
卢植、郑玄、管宁、华歆、审配等人都曾當過陳球的弟子。

## 延伸阅读
[在维基数据编辑]
 《後漢書·卷56》，出自范晔《後漢書》
 《東觀漢記》

- 《後漢書·陳球傳》
- 《太尉陳球碑》